# Zuera
Zuera – miasto i gmina, znajdująca się w prowincji Saragossa w regionie Aragonia w Hiszpanii, 25 km na pn. od Saragossy.
Według spisu ludności z 2009, Zuera liczy 7427 mieszkańców.